# 32. Oscar-gála
Az 32. Oscar-gálát, a Filmakadémia díjátadóját 1960. április 4-én tartották meg. Újabb rekord született, 12 jelölésből 11 Oscar-díjat nyert a 3 óra 34 perces Ben-Hur, Rózsa Miklós harmadik díját kapta a film zenéjéért. A látványos tömegjelenetekhez 15 000 statisztát alkalmaztak, a jelmezeket és a díszleteket nagy műgonddal és sok pénzből készítették el, 15 millió dollárból készült el és 100 milliós bevételt hozott a moziforgalmazás.

## Kategóriák és jelöltek

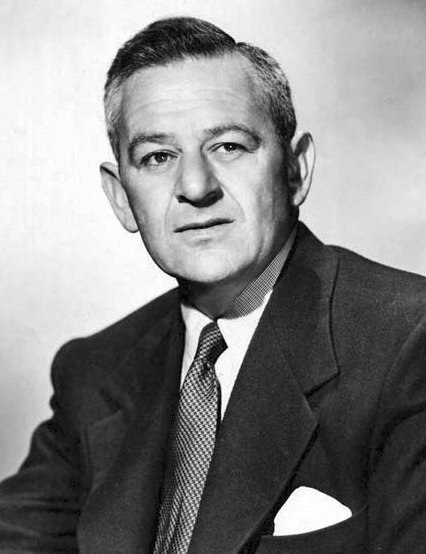
William Wyler; legjobb rendező

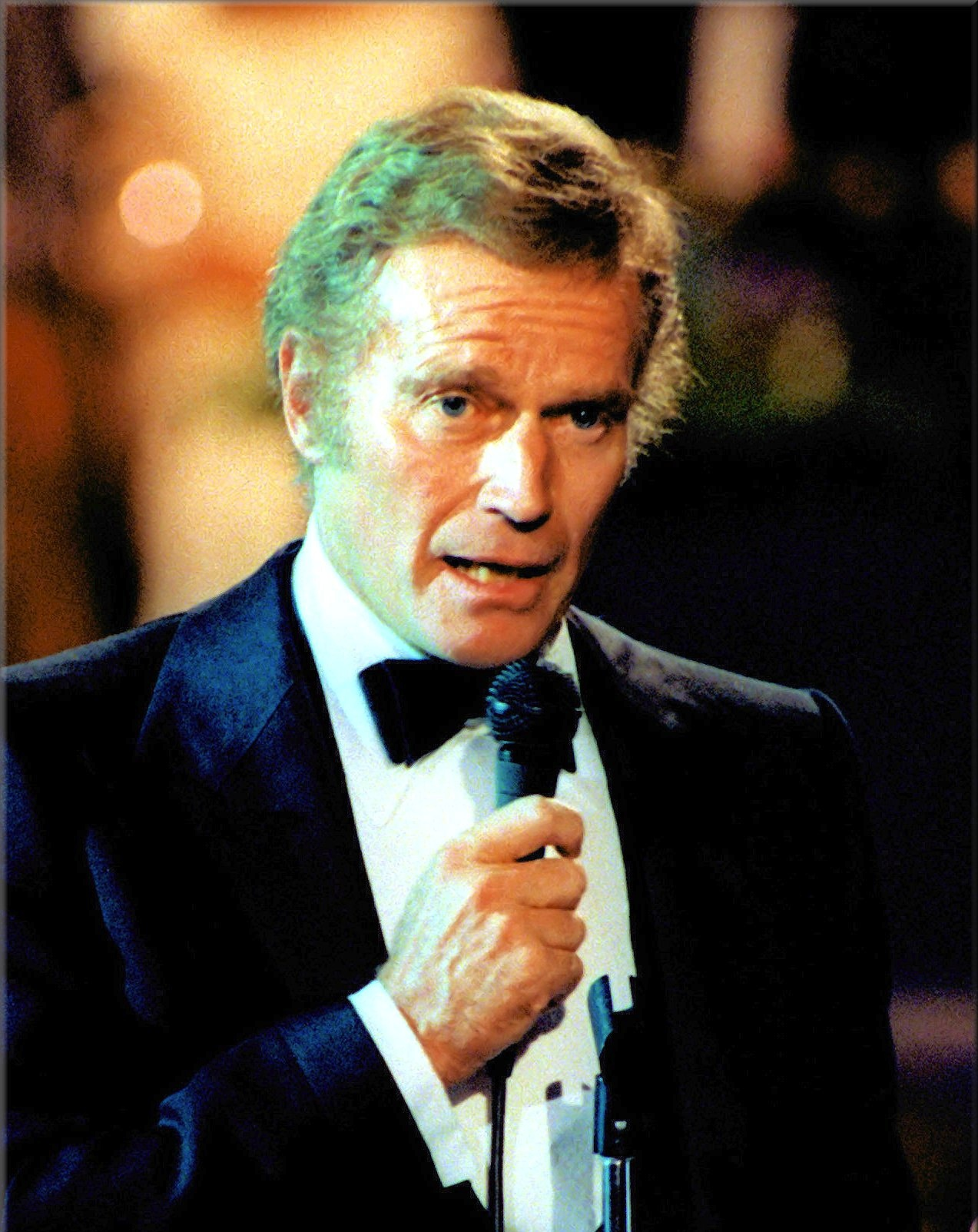
Charlton Heston; legjobb színész

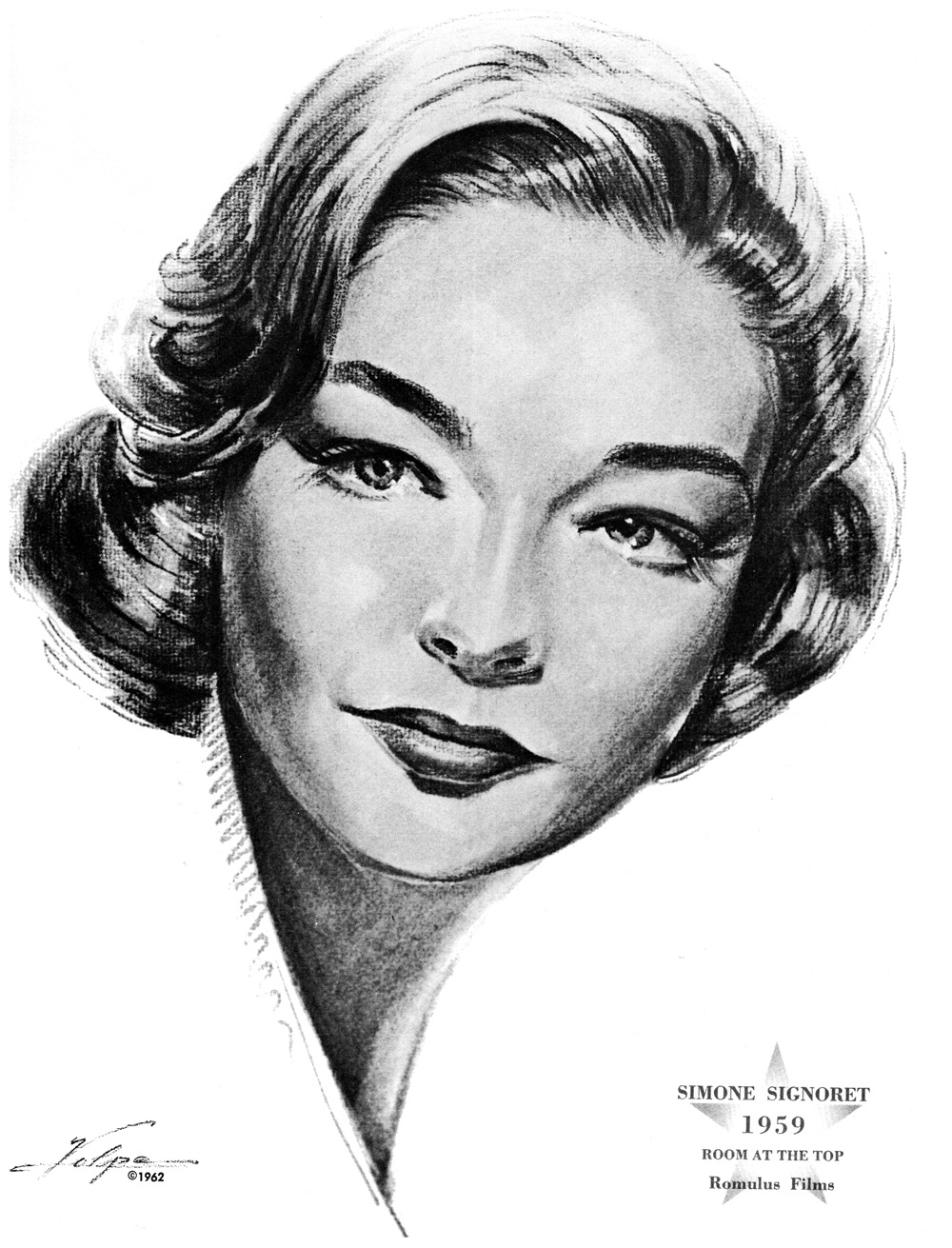
Simone Signoret; legjobb színésznő

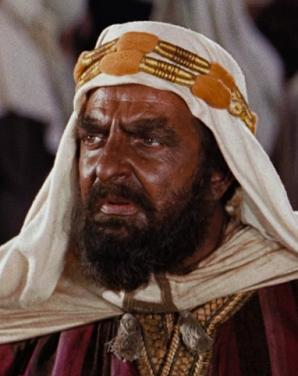
Hugh Griffith; legjobb férfi mellékszereplő

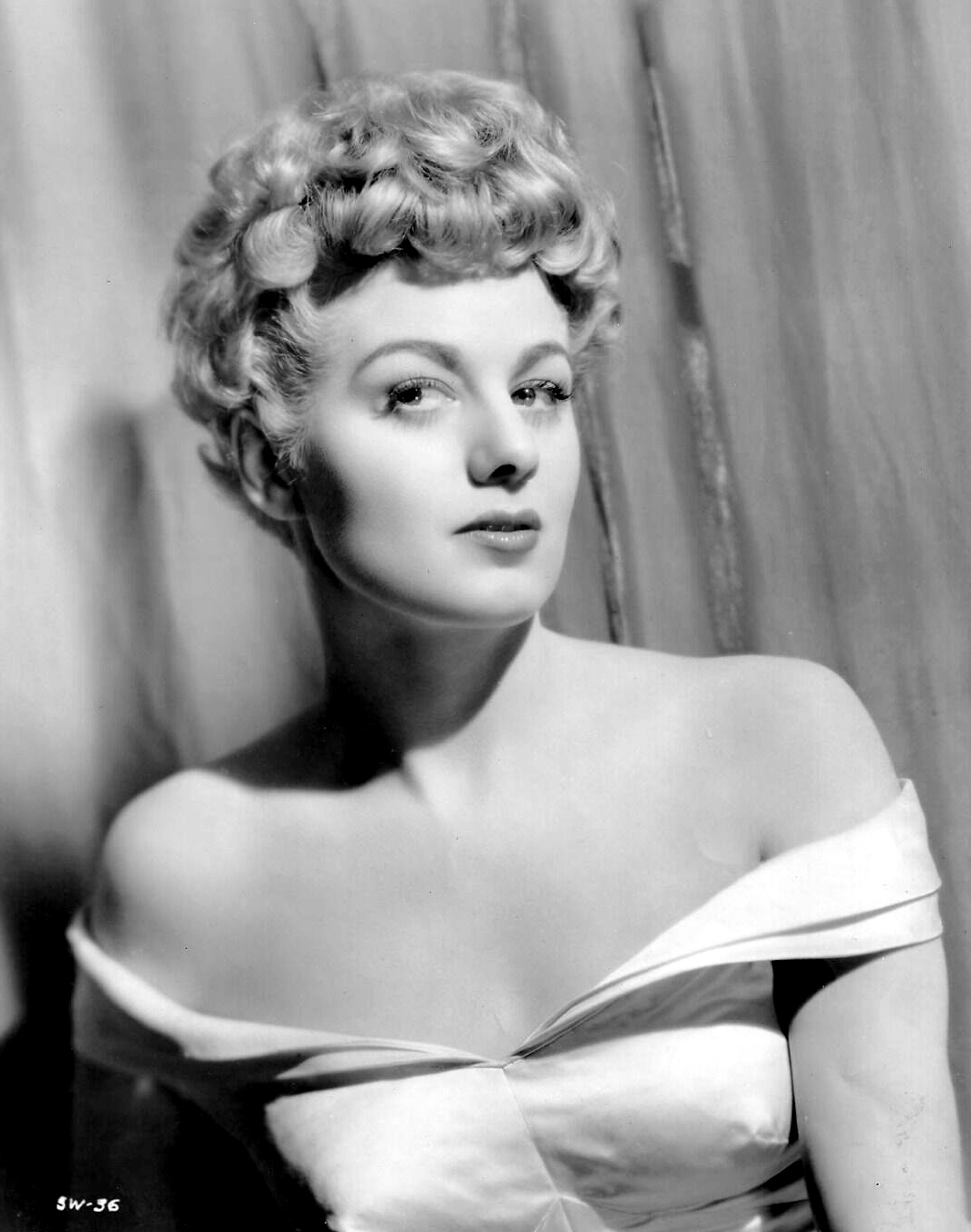
Shelley Winters; legjobb női mellékszereplő

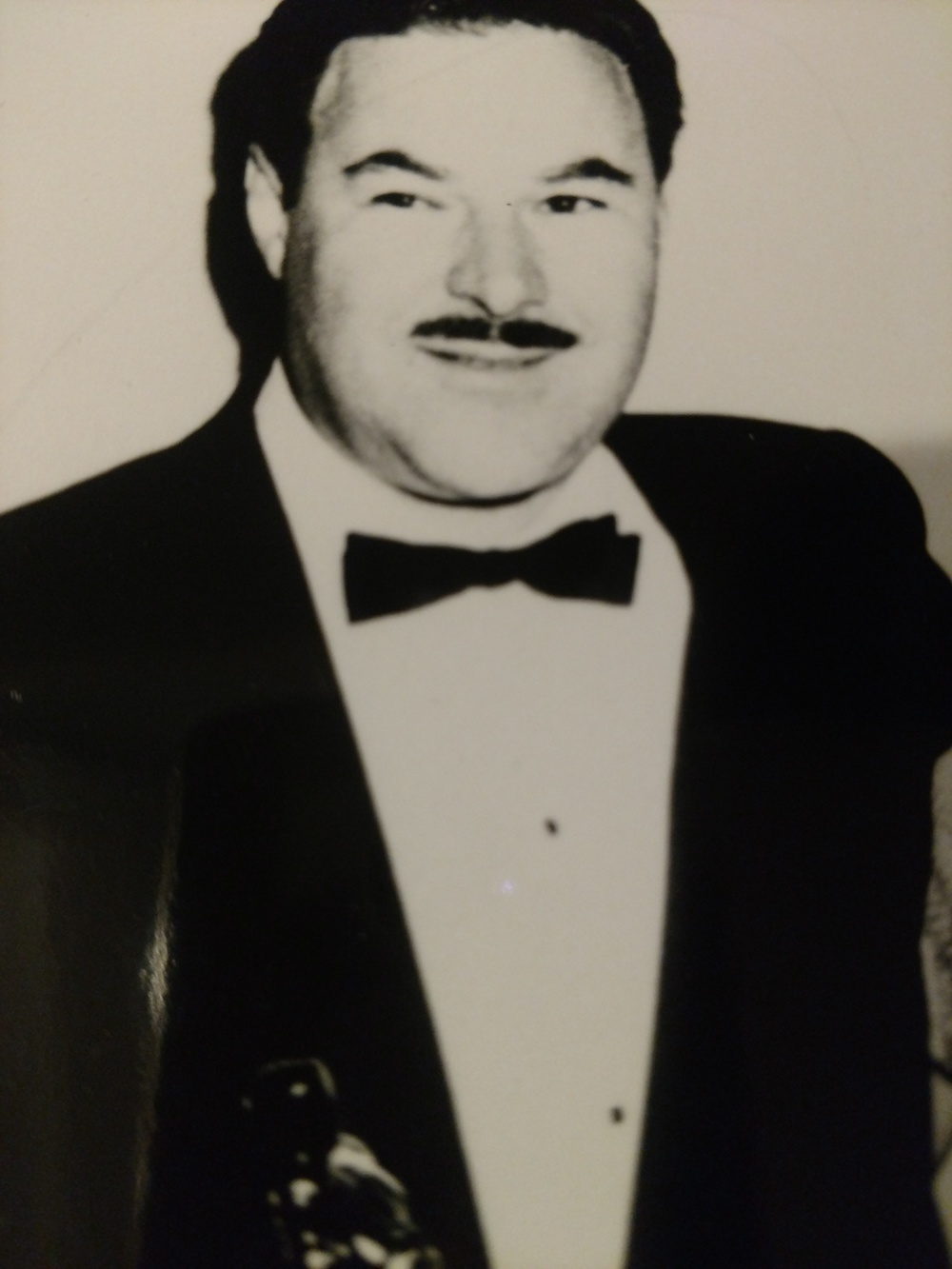
Maurice Richlin; legjobb eredeti forgatókönyv, társszerző

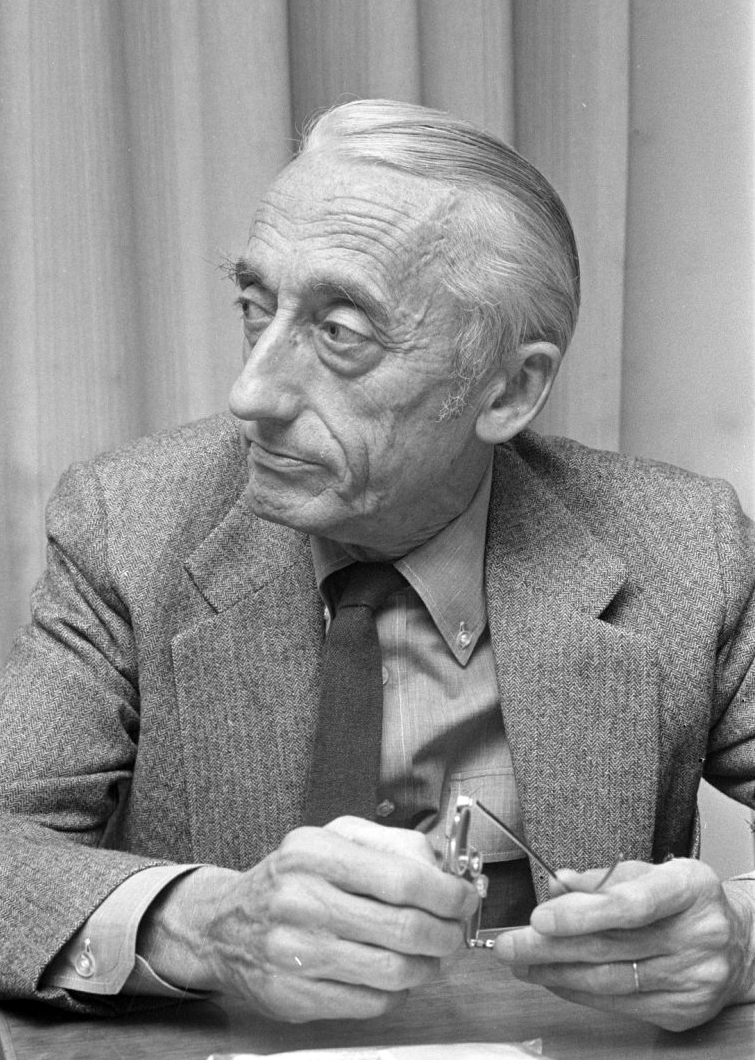
Jacques Cousteau; legjobb rövidfilm

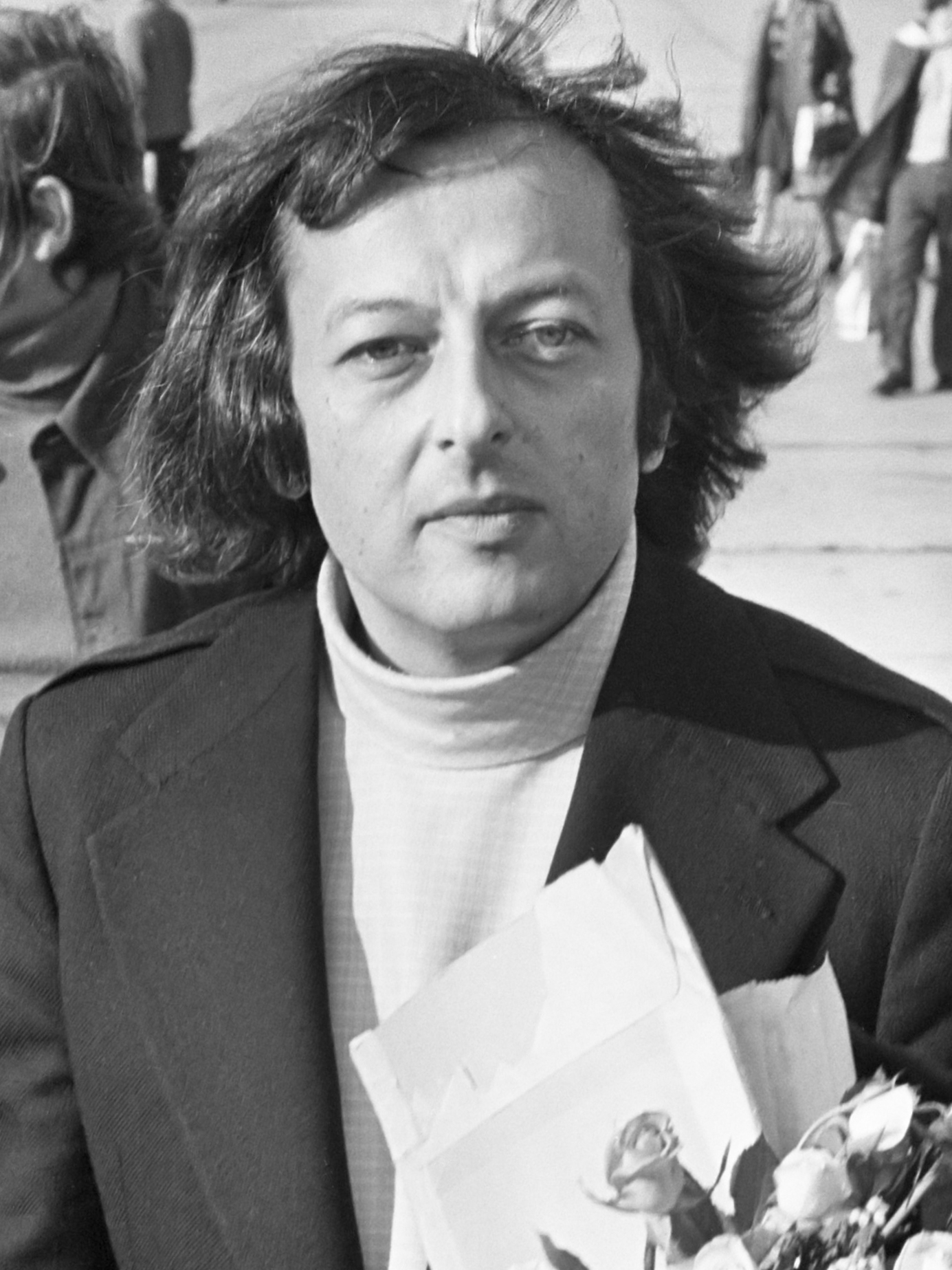
André Previn; legjobb filmzene musicalfilmben

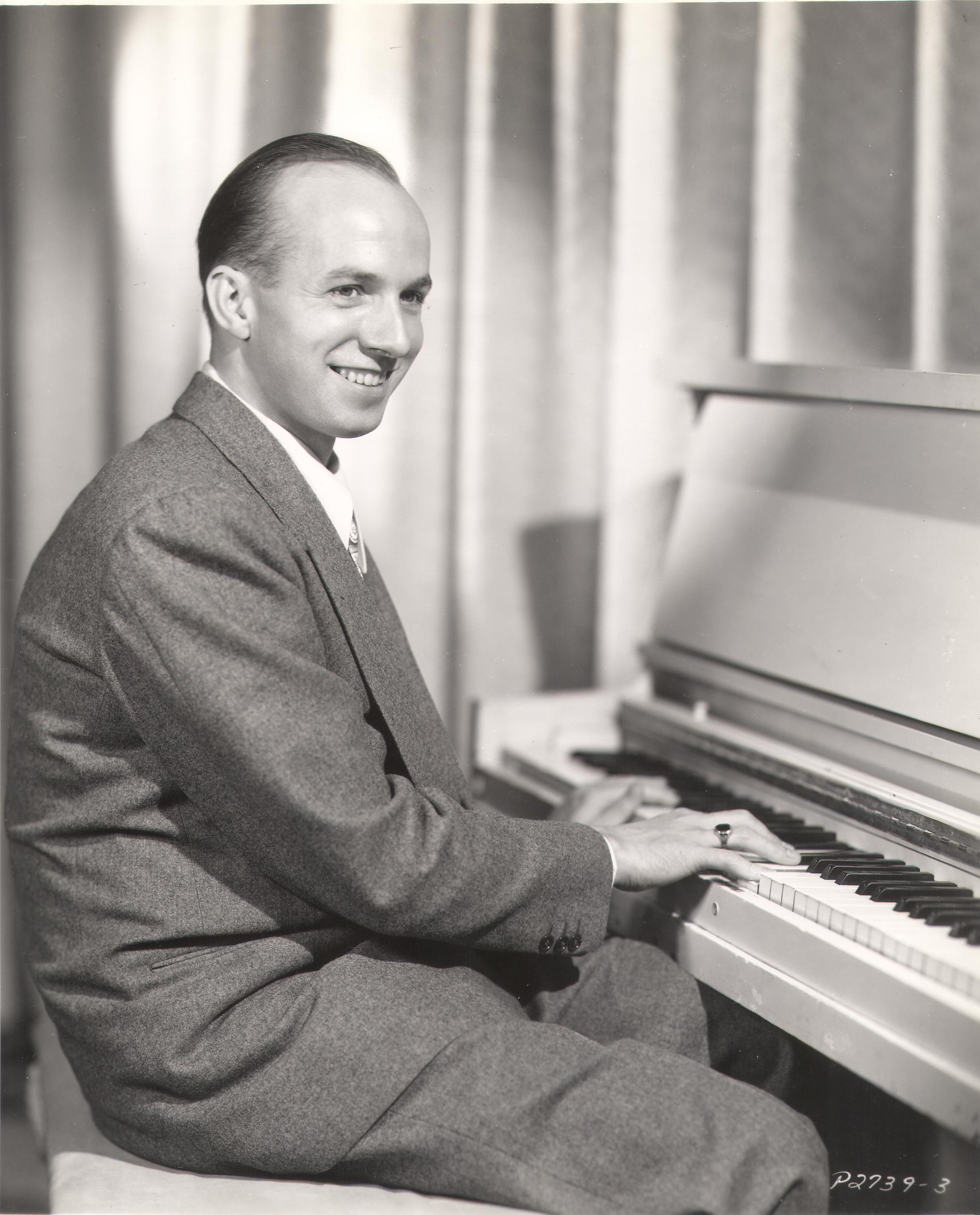
Jimmy Van Heusen; legjobb dal, társszerző

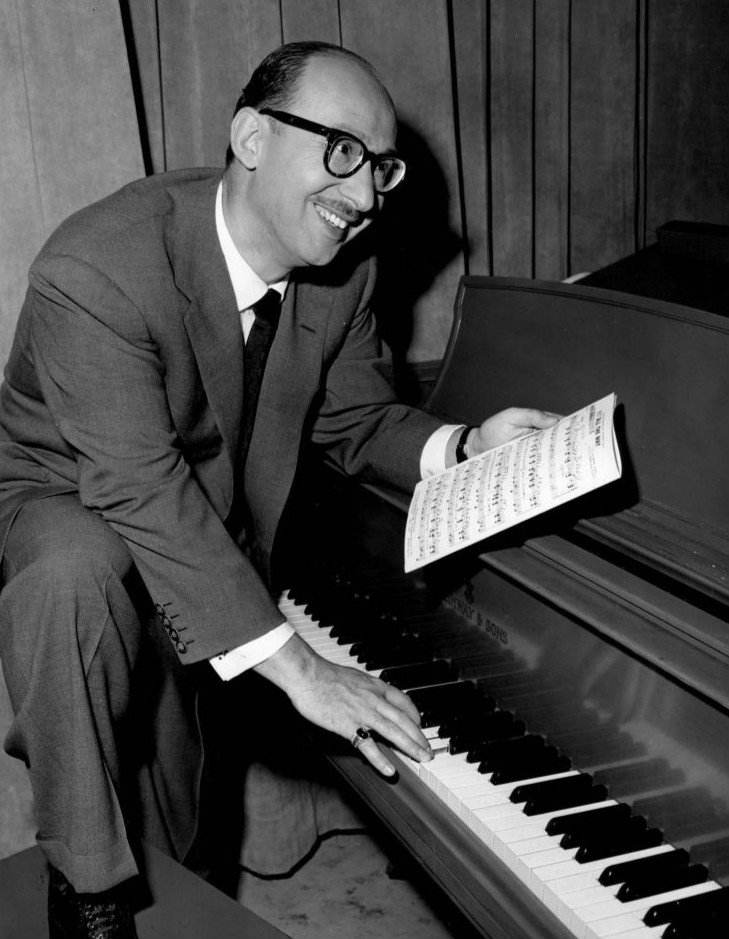
Sammy Cahn; legjobb dal, társszerző

Nyertesek félkövérrel jelölve

### Legjobb film
- Ben-Hur – Metro-Goldwyn-Mayer – Sam Zimbalist
  - Anna Frank naplója (The Diary of Anne Frank) – 20th Century-Fox – George Stevens
  - Egy apáca története (The Nun’s Story) – Warner Bros. – Henry Blanke
  - Egy gyilkosság anatómiája (Anatomy of a Murder) – Preminger, Columbia – Otto Preminger
  - Hely a tetőn (Room at the Top) – Romulus, Continental (British) – John Woolf és James Woolf

### Legjobb színész
- Charlton Heston – Ben-Hur
  - Laurence Harvey – Hely a tetőn (Room at the Top)
  - Jack Lemmon – Van, aki forrón szereti (Some Like it Hot)
  - Paul Muni – The Last Angry Man[* 1]
  - James Stewart – Egy gyilkosság anatómiája (Anatomy of a Murder)

### Legjobb színésznő
- Simone Signoret – Hely a tetőn (Room at the Top)
  - Doris Day – Párnacsaták (Pillow Talk)[* 2]
  - Audrey Hepburn – Egy apáca története (The Nun’s Story)
  - Katharine Hepburn – Múlt nyáron, hirtelen (Suddenly, Last Summer)
  - Elizabeth Taylor – Múlt nyáron, hirtelen (Suddenly, Last Summer)

### Legjobb férfi mellékszereplő
- Hugh Griffith – Ben-Hur
  - Arthur O'Connell – Egy gyilkosság anatómiája (Anatomy of a Murder)
  - George C. Scott – Egy gyilkosság anatómiája (Anatomy of a Murder)
  - Robert Vaughn – The Young Philadelphians
  - Ed Wynn – Anna Frank naplója (The Diary of Anne Frank)

### Legjobb női mellékszereplő
- Shelley Winters – Anna Frank naplója (The Diary of Anne Frank)
  - Hermione Baddeley – Hely a tetőn (Room at the Top)
  - Susan Kohner – Látszatélet (Imitation of Life)
  - Juanita Moore – Látszatélet (Imitation of Life)
  - Thelma Ritter – Párnacsaták (Pillow Talk)

### Legjobb rendező
- William Wyler – Ben-Hur
  - Jack Clayton – Hely a tetőn (Room at the Top)
  - George Stevens – Anna Frank naplója (The Diary of Anne Frank)
  - Billy Wilder – Van, aki forrón szereti (Some Like it Hot)
  - Fred Zinnemann – Egy apáca története (The Nun’s Story)

### Legjobb eredeti forgatókönyv
- Párnacsaták (Pillow Talk) – Clarence Greene, Maurice Richlin, Russell Rouse, Stanley Shapiro
  - Négyszáz csapás (Les quatre cents coups; francia) – François Truffaut, Marcel Moussy
  - Észak-Északnyugat (North by Northwest) – Ernest Lehman
  - Fehérnemű hadművelet (Operation Petticoat) – Paul King, Joseph Stone, Stanely Shapiro, Maurice Richlin
  - A nap vége (Smultronstället/Wild Strawberries; svéd) – Ingmar Bergman

### Legjobb adaptált forgatókönyv
- Hely a tetőn (Room at the Top) – Neil Paterson forgatókönyve John Braine regénye alapján
  - Egy gyilkosság anatómiája (Anatomy of a Murder) – Wendell Mayes forgatókönyve Robert Traver regénye alapján
  - Ben-Hur – Karl Tunberg forgatókönyve Lew Wallace regénye alapján
  - Egy apáca története (The Nun’s Story) – Robert Anderson forgatókönyve Kathryn Hulme könyve alapján
  - Van, aki forrón szereti (Some Like it Hot) – Billy Wilder, I.A.L. Diamond forgatókönyve Robert Thoeren és M. Logan elbeszélése alapján

### Legjobb operatőr
- William C. Mellor – Anna Frank naplója (The Diary of Anne Frank) (ff)
  - Egy gyilkosság anatómiája (Anatomy of a Murder) – Sam Leavitt
  - Career – Joseph LaShelle
  - Van, aki forrón szereti (Some Like it Hot) – Charles Lang
  - The Young Philadelphians – Harry Stradling, Sr.

- Robert Surtees – Ben-Hur (színes)
  - The Big Fisherman – Lee Garmes
  - Öt penny (The Five Pennies) – Daniel L. Fapp
  - Egy apáca története (The Nun’s Story) – Franz Planer
  - Porgy and Bess – Leon Shamroy

### Látványtervezés és díszlet
Fekete-fehér filmek
- Lyle R. Wheeler, George Davis, Walter M. Scott, Stuart A. Reiss – Anna Frank naplója (The Diary of Anne Frank)
  - Hal Pereira, Walter Tyler, Samuel M. Comer, Arthur Krams, – Career
  - Carl Anderson, William Kiernan – The Last Angry Man
  - Ted Haworth, Edward G. Boyle – Van, aki forrón szereti (Some Like it Hot)
  - Oliver Messel, William Kellner, Scot Slimon – Múlt nyáron, hirtelen (Suddenly, Last Summer)

Színes filmek
- William A. Horning (posztumusz), Edward Carfagno, Hugh Hunt – Ben-Hur
  - John De Cuir, Julia Heron – The Big Fisherman
  - Lyle R. Wheeler, Franz Bachelin, Herman A. Blumenthal. Walter M. Scott, Joseph Kish – Utazás a Föld középpontja felé (Journey to the Center of the Earth)
  - William A. Horning (posztumusz), Robert F. Boyle, Merrill Pye, Henry Grace, Frank McKelvy – Észak-Északnyugat (North by Northwest)
  - Russell A. Gausman, Ruby R. Levitt, Richard H. Riedel (posztumusz) – Párnacsaták (Pillow Talk)

### Legjobb vágás
- Ben-Hur – Ralph E. Winters, John D. Dunning
  - Egy gyilkosság anatómiája (Anatomy of a Murder) – Louis R. Loeffler
  - Észak-Északnyugat (North by Northwest) – George Tomasini
  - Egy apáca története (The Nun’s Story) – Walter Thompson
  - Az utolsó part (On the Beach) – Frederic Knudtson

### Legjobb vizuális effektus
- Ben-Hur – A. Arnold Gillespie és Robert MacDonald
  - Utazás a Föld középpontja felé (Journey to the Center of the Earth) – L.B. Abbott és James B. Gordon

### Legjobb idegen nyelvű film
- A fekete Orfeusz (Orfeu Negro/Black Orpheus) (Brazília/Franciaország/Olaszország – portugál nyelvű – Dispat Films, Gemma, Tupan – Sacha Gordine producer – Marcel Camus rendező
  - A híd (Die Brücke/The Bridge) (Németország) – Fono Film – Hermann Schwerin producer – Bernhard Wicki rendező
  - A nagy háború (La Grande Guerra/The Great War) (Olaszország) – Dino de Laurentiis Cinematographica, Lopert Pictures Corp. – Dino De Laurentiis producer – Mario Monicelli rendező
  - Paw (Dánia) – Laterna Film – Mogens Skot-Hansen producer – Astrid Jenning-Hensen rendező
  - Dorp aan de rivier (The Village on the River) (Hollandia) – Nationale Film Productie Maatschappij – Fons Rademakers rendező

### Legjobb eredeti filmzene

#### Filmzene drámai filmben vagy vígjátékban
- Ben-Hur – Rózsa Miklós
  - Anna Frank naplója (The Diary of Anne Frank) – Alfred Newman
  - Egy apáca története (The Nun’s Story) – Franz Waxman
  - Az utolsó part (On the Beach) – Ernest Gold
  - Párnacsaták (Pillow Talk) – Frank De Vol

#### Filmzene musicalfilmben
- Porgy és Bess – André Previn és Ken Darby
  - Öt penny (The Five Pennies) – Leith Stevens
  - Li’l Abner – Nelson Riddle és Joseph J. Lilley
  - Say One for Me – Lionel Newman
  - Csipkerózsika (Sleeping Beauty) – George Bruns

## Statisztika

### Egynél több jelöléssel bíró filmek
- 12 : Ben-Hur
- 8 : Anna Frank naplója (The Diary of Anne Frank), Egy apáca története (The Nun’s Story)
- 7 : Egy gyilkosság anatómiája (Anatomy of a Murder)
- 6 : Van, aki forrón szereti (Some Like it Hot)
- 5 : Párnacsaták (Pillow Talk), Hely a tetőn (Room at the Top)
- 4 : Öt penny (The Five Pennies), Porgy and Bess
- 3 : The Big Fisherman, Career, Utazás a Föld középpontja felé (Journey to the Center of the Earth), Észak-Északnyugat (North by Northwest); Múlt nyáron, hirtelen (Suddenly, Last Summer); The Young Philadelphians
- 2 : The Best of Everything, Látszatélet (Imitation of Life), The Last Angry Man, Az utolsó part (On the Beach)

### Egynél több díjjal bíró filmek
- 11 : Ben-Hur
- 3 : Anna Frank naplója (The Diary of Anne Frank)
- 2 : Hely a tetőn (Room at the Top)